# Zombie contro zombie - One Cut of the Dead
Zombie contro zombie - One Cut of the Dead (カメラを止めるな!?, Kamera o tomeru na!, lett. "Non fermare la cinepresa!") è un film del 2017, scritto, montato e diretto da Shin'ichirō Ueda.

## Trama
In un impianto di filtraggio delle acque abbandonato si sta girando un film horror con zombie. Improvvisamente il set viene attaccato da veri zombie: attori e maestranze devono difendersi mentre il regista continua imperterrito le riprese. Finirà anche lui massacrato dalla protagonista (più volte rimproverata perché incapace di mostrare un "vero volto del terrore", finché la sua vera angoscia non le conferirà l'espressione richiesta). Dopo aver dovuto colpire anche l'amato collega, contagiato dall'assistente che lui stesso aveva colpito al capo con un'ascia, per difendere proprio l'amica che lei ossessivamente inseguiva con mire omicide.
Si torna quindi indietro con un flashback. Il regista Higurashi ha avuto solo sporadiche esperienze televisive, ma offrendo qualità a modico compenso, appare il candidato ideale per una tv che vuole inaugurare un canale sugli zombi e lo contatta per proporgli il progetto "One Cut Of The Dead": uno spettacolo su zombi muniti di ascia che sia trasmesso in diretta, e girato con un unico piano-sequenza. Gli pare un'idea folle, ma accetta.
Come previsto ci sono molti ostacoli da superare. Un attore, Hosoda, si ubriaca di saké e lo stesso regista dovrà sostenerlo come una marionetta per fargli girare le scene che gli spettano. Un altro,Yamakoe, ha urgenza di defecare, e la truccatrice dovrà chinarsi a prepararlo per non perder tempo, mentre lui fa i suoi bisogni sul prato.
C'è una parte dello staff tecnico che sta seguendo lo spettacolo da remoto ed è disorientato dal cambiamento di programma: il copione non è più seguito passo per passo, perché imprevisti impongono scene con improvvisazione. Ma quando la gru si spezza, Higurashi non rinuncia al suo finale: la protagonista va inquadrata dall'alto dentro un pentagramma scritto col sangue. Lo staff esterno lo aiuta formando una pila di persone che si appoggiano l'una sulla schiena dell'altro, come una piccola piramide umana sulla cui cima si collocano Higurashi e la figlia Mao, che gli monta le spalle con la telecamera. Alla fine, prima che tutti lascino il set, mostrerà una foto che ritrae lui che tiene la figlia, ritratta da bambina, proprio mentre gli cavalca le spalle per gioco.

## Produzione
Il film è stato realizzato con un budget di appena 3 milioni di yen, circa 25000 euro. Il piano sequenza iniziale ha una durata di trentasette minuti. La prima parte del film è stata girata a Mito, nella prefettura di Ibaraki, mentre per completare le riprese del film sono stati necessari 8 giorni.

## Accoglienza
La riuscita di questo film è stata riconosciuta nella capacità del regista di spiazzare lo spettatore, nell'innovativa struttura narrativa, e per come affronta, estremizzandolo, il concetto di metacinema.

## Distribuzione

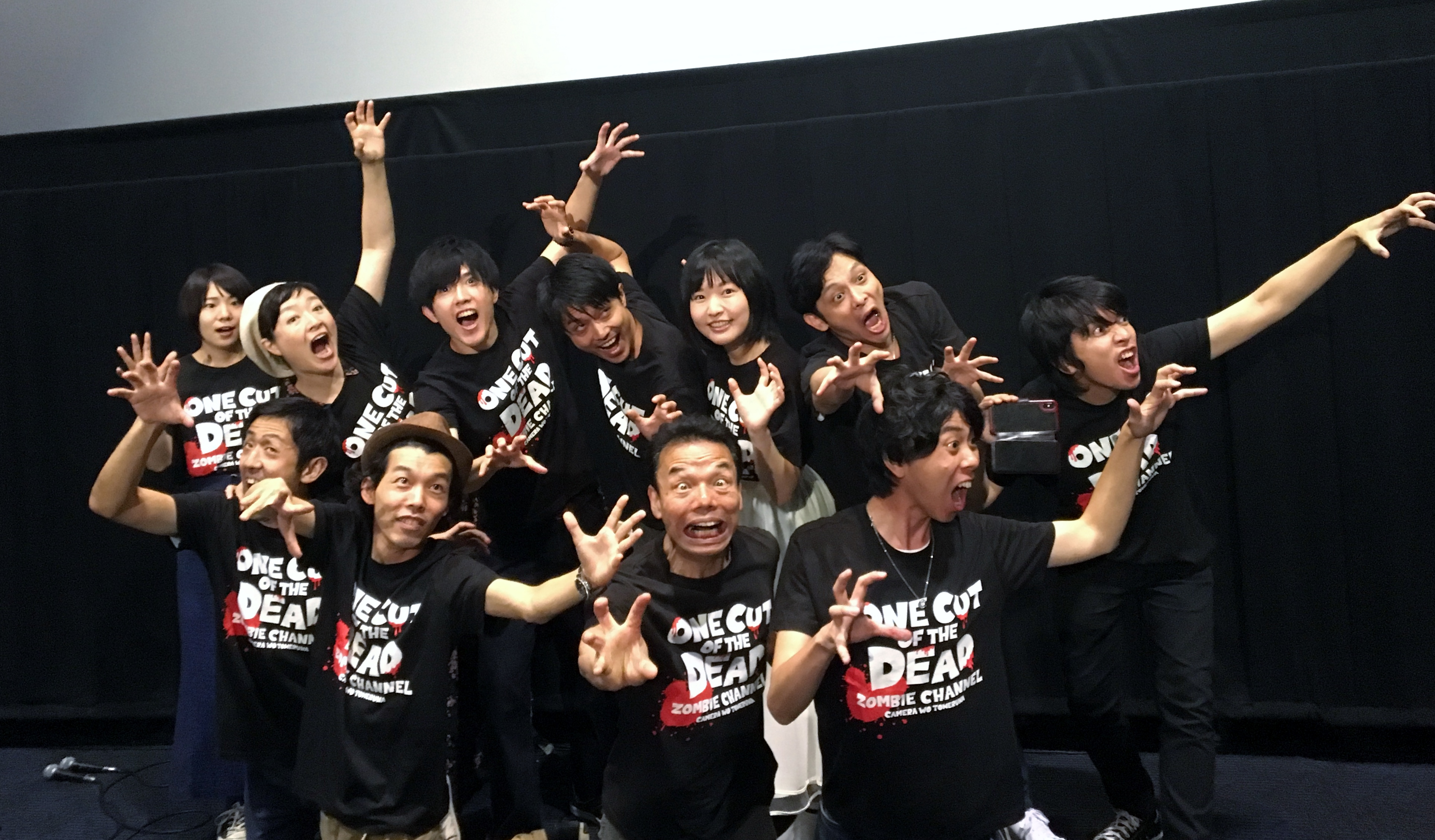
Attori e regista a una proiezione del film a Kawasaki

Inizialmente il film è stato proiettato in piccoli teatri e cinema per 6 giorni, solo dopo il successo avuto presso festival del cinema all'estero, in particolare il Far East Film Festival di Udine nel 2018, ha visto crescere il pubblico di spettatori. Il film è stato distribuito in Italia per tre giorni a partire dal 7 novembre 2018, in versione sottotitolata. Dal 29 agosto 2019 è disponibile in Italia la versione home video in dvd, mentre nella seconda serata del 30 giugno 2021 sul canale televisivo Rai 4 è stata trasmessa la versione doppiata in italiano, come conclusione dell'annuale rassegna Missione Oriente.

### Edizione italiana
L'edizione italiana della pellicola è stata curata dalla O.D.S. - Operatori Doppiaggio e Spettacolo di Torino, con la direzione di Patrizia Giangrand - assistita da Lucia Valenti - e i dialoghi italiani di Roberta Maraini.

## Riconoscimenti
- 2018 - Far East Film Festival
  - Gelso d'argento a Shin'ichirō Ueda
- 2018 - Austin Fantastic Fest
  - Miglior film a Shin'ichirō Ueda
  - Miglior regia a Shin'ichirō Ueda
- 2018 - Fantaspoa International Fantastic Film Festival
  - Miglior film a Shin'ichirō Ueda
- 2018 - La Roche-sur-Yon International Film Festival
  - Miglior regia a Shin'ichirō Ueda
- 2018 - Oslo Films From The South Festival
  - Premio del pubblico a Shin'ichirō Ueda
- 2018 - Bucheon International Fantastic Film Festival
  - Miglior film asiatico dell'anno
- 2018 - San Diego Asian Film Festival
  - Premio del pubblico a Shin'ichirō Ueda
- 2018 - San Sebastián Horror and Fantasy Film Festival
  - Premio del pubblico a Shin'ichirō Ueda
- 2018 - Singapore International Film Festival
  - Premio del pubblico a Shin'ichirō Ueda
- 2018 - Toronto Reel Asian International Film Festival
  - Premio del pubblico a Shin'ichirō Ueda
- 2018 - Toronto Reel Asian International Film Festival
  - Gelso d'argento a Shin'ichirō Ueda
- 2018 - Yubari International Fantastic Film Festival
  - Gran premio della giuria a Shin'ichirō Ueda
- 2019 - The Overlook Film Festival
  - Menzione d'onore a Shin'ichirō Ueda
- 2019 - San Francisco Bay Area Film Critics Circle
  - Miglior film indipendente a Shin'ichirō Ueda
- 2019 - Portland International Film Festival
  - Premio speciale della giuria a Shin'ichirō Ueda
- 2019 - Odyssey Awards
  - Nomination al miglior film straniero
- 2019 - Mainichi Film Concours
  - Miglior regia a Shin'ichirō Ueda
- 2019 - Imagine Film Festival
  - Nomination Miglior film a Shin'ichirō Ueda
- 2019 - Film Club's The Lost Weekend
  - Miglior film a Shin'ichirō Ueda
  - Miglior attrice non protagonista a Harumi Shuhama
- 2019 - Fantastic Costa del Sol International Film Fest
  - Miglior regia a Shin'ichirō Ueda
- 2019 - Cleveland International Film Festival
  - Nomination Miglior regia a Shin'ichirō Ueda
- 2019 - Cineuphoria Awards
  - Nomination Miglior attrice non protagonista a Harumi Shuhama
- 2019 - Brussels International Festival of Fantasy Film (BIFFF)
  - Premio del pubblico a Shin'ichirō Ueda
- 2019 - Blue Ribbon Awards
  - Miglior film a Shin'ichirō Ueda
- 2019 - Asian Film Awards
  - Nomination Miglior regista esordiente a Shin'ichirō Ueda
- 2019 - Awards Of The Japanese Academy
  - Miglior montaggio a Shin'ichirō Ueda
  - Nomination Miglior fotografia a Takeshi Sone
  - Nomination Miglior regia a Shin'ichirō Ueda
  - Nomination Miglior montaggio sonoro a Kôkichi Komoda
  - Nomination Miglior colonna sonora a Nobuhiro Suzuki, Shôma Itô, Kyle Nagai
  - Nomination Miglior sceneggiatura a Shin'ichirō Ueda
  - Nomination Miglior attore a Takayuki Hamatsu
  - Nomination Miglior film a Shin'ichirō Ueda
- 2020 - Austin Film Critics Association
  - Nomination al miglior film internazionale
- 2020 - Fangoria Chainsaw Awards
  - Nomination Miglior regia a Shin'ichirō Ueda
  - Nomination al miglior film straniero
  - Nomination Miglior sceneggiatura a Shin'ichirō Ueda
- 2020 - Online Film Critics Society Awards
  - Miglior release direct-to-video

## Seguito e remake
Nel 2019 il cast torna nel film televisivo Kamera o tomeru na! supin-ofu: Hariuddo daisakusen!, conosciuto col titolo internazionale One Cut of the Dead Spin-Off: In Hollywood, trasmesso su AbemaTV, sceneggiato da Ueda e diretto da Yuya Nakaizumi.
Durante il periodo di quarantena dovuta alla pandemia di COVID-19 Ueda ha contattato gli attori per realizzare il cortometraggio One Cut of the Dead Mission: Remote, realizzato registrando ognuno la propria parte senza doversi incontrare, pubblicato su YouTube il 1º maggio 2020 e successivamente anche con sottotitoli in inglese.
Nel 2022 ne è stato realizzato un remake francese, Cut! Zombi contro zombi, scritto e diretto da Michel Hazanavicius. Yoshiko Takehara vi ha ripreso il ruolo della produttrice in un cameo.